# Tripi-Abakainon
Tripi-Abakainon (in precedenza soltanto Tripi) è un comune italiano di 710 abitanti della città metropolitana di Messina in Sicilia.
Nel territorio comunale si trovano i resti dell'antica città di Abaceno (Abakainon). Per tale ragione, a seguito di un referendum, la denominazione comunale è stata modificata con L.R. n. 25 del 10 giugno 2025, in vigore a partire dal 13 giugno 2025. 

## Storia
In merito all’origine di Tripi, lo storico Maurolico asserisce che "una volta si chiamava Tripium o Steropium da uno dei fabbri di Vulcano chiamato Sterope".
Le prime notizie storiche dell'abitato risalgono al 1061, quando venne conquistato da Roberto il Guiscardo. Successivamente, nel 1300, Tripi fu concesso in feudo all'ammiraglio Ruggiero di Lauria, che però lo cedette in seguito a Ruggero di Brindisi, cavaliere templare. Intorno al 1340, il paese fu soggetto a Matteo Palazzi che, costretto a lasciare la Sicilia, divenne possesso di Giovanni Infante. Poco tempo dopo, Matteo Palazzi fu richiamato in patria, e si rimpadronì dei suoi possedimenti.
Nel frattempo era giunto a Messina Luigi d'Angiò, principe di Napoli, che, morto Palazzi, affidò i possedimenti di Tripi e di altri paesi a Niccolò Cesaro, come ricompensa per alcuni favori.
Nel 1392 Raimondo Guglielmo Montecateno chiese in dono ai Martiri, della casa d'Aragona, il paese, ma non avendo egli ottemperato ai suoi doveri, perse il possedimento, che fu concesso nel 1408 a Luigi d'Aragona, in qualità di feudatario.
Tripi successivamente passò dagli Aragona ai de Villaragut o di Villaraut, infatti nel 1438 divenne proprietà di Giovanni di Villaraut, pretore di Palermo, e nel 1470 di suo figlio Ludovico. In seguito si avvicendarono Federico Ventimiglia, Stefano Gaetani e suo figlio Pietro, che, nel 1570, vendette il paese a Giacomo Antonio e Porto Sarniniali. Nel 1600 Tripi è di proprietà dei Marino, duchi di Gualtieri, che, in seguito alla contrazione di alcuni matrimoni, lo cedettero a Giovanni Grifeo e Maniaci, principe di Partanna, successivamente nel 1760, passò a Ludovico Paratore, principe di Patti e signore di Oliveri. Il paese esportava vino, olio e seta, nel 1813 fu fondato anche un peculio frumentario che, nel 1839 fu mutato in monte agrario per frumento.
Il resto è storia moderna. Il paese ha subìto nel tempo una lenta ed incessante migrazione.

### Simboli
Lo stemma e il gonfalone del comune di Tripi sono stati concessi con decreto del presidente della Repubblica del 22 giugno 2005.
(D.P.R. 22.06.2005)
Il gonfalone è un drappo di bianco con la bordatura di azzurro.

## Monumenti e luoghi d'interesse

### Architetture religiose
- Chiesa di San Vincenzo Diacono Martire, chiesa madre
- Chiesa di Santa Maria del Rosario
- Chiesa della Santissima Trinità
- Chiesa di San Biagio Vescovo
- Chiesa dell'Annunciata
- Chiesa di San Gaetano da Thiene
- Ex convento dell'Ordine carmelitano

### Siti archeologici
- Abaceno o Abacano (in latino: Abacaena o Abacaenum, in greco antico: Ἀβάκαινον? o: Ἀβάκαινα?) Un'antica città della Magna Grecia
- Ruderi del Castello normanno, con ancora riconoscibile il mastio rettangolare, posto sulla sommità della collina inaccessibile per tre lati, che domina il Paese. Se ne hanno notizie fin dal 1061.

## Società

### Evoluzione demografica
Abitanti censiti

## Geografia antropica

### Frazioni
- Campogrande, Casale, San Cono

## Infrastrutture e trasporti

### Strade
Tripi-Abakainon si estende lungo la  per quasi 18 km.
Il territorio comunale è attraversato, inoltre, anche da altre direttrici stradali provinciali: 
- , collega il Comune di Furnari
- , collega il Comune di Furnari
- Strada Provinciale 112bis
- Strada Provinciale 112ter
- , collega la frazione di San Cono
- , collega la frazione di San Cono

Il Comune non è raggiungibile direttamente tramite autostrada, il casello autostradale più vicino è quello di  Falcone ,  Messina-Palermo.

### Ferrovie
Il comune è servito dalla ferrovia Palermo-Messina.
La stazione ferroviaria è situata nella frazione "Vigliatore", facente parte del comune di Terme Vigliatore.
Presso la stazione è altresì disponibile il servizio di autotrasporto Uber prenotabile tramite App.

### Mobilità urbana
I trasporti interurbani vengono svolti con autoservizi di linea gestiti da AST.

## Amministrazione
Di seguito è presentata una tabella relativa alle amministrazioni che si sono succedute in questo comune.
| Periodo          | Periodo          | Primo cittadino          | Partito              | Carica              | Note  |
| ---------------- | ---------------- | ------------------------ | -------------------- | ------------------- | ----- |
| 11 novembre 1988 | 22 maggio 1990   | Antonino Lemmo           | Democrazia Cristiana | Sindaco             | [ 8 ] |
| 22 maggio 1990   | 2 dicembre 1993  | Antonino Lemmo           | Democrazia Cristiana | Sindaco             | [ 8 ] |
| 2 dicembre 1993  | 14 febbraio 1994 | Giovanni Ciraolo         |                      | Comm. regionale     | [ 8 ] |
| 14 febbraio 1994 | 25 maggio 1998   | Giuseppe Aveni           | Democrazia Cristiana | Sindaco             | [ 8 ] |
| 25 maggio 1998   | 27 maggio 2003   | Giuseppe Aveni           | lista civica         | Sindaco             | [ 8 ] |
| 27 maggio 2003   | 17 giugno 2008   | Carmelo Giuseppe Sottile | lista civica         | Sindaco             | [ 8 ] |
| 17 giugno 2008   | 21 aprile 2009   | Carmelo Giuseppe Sottile | lista civica         | Sindaco             | [ 8 ] |
| 30 ottobre 2008  | 7 novembre 2009  | Nicolò La Barbera        |                      | Comm. straordinario | [ 8 ] |
| 21 aprile 2009   | 8 luglio 2013    | Giuseppe Aveni           | lista civica         | Sindaco             | [ 8 ] |
| 11 giugno 2013   | 10 giugno 2018   | Giuseppe Aveni           |                      | Sindaco             | [ 8 ] |
| 10 giugno 2018   | in carica        | Michele Lemmo            | lista civica         | Sindaco             | [ 8 ] |

### Altre informazioni amministrative
Il comune di Tripi-Abakainon fa parte delle seguenti organizzazioni sovracomunali: regione agraria n. 9 (Colline litoranee di Milazzo).

## Sport
La squadra di calcio locale è la Polisportiva Tripi gioca nel campionato di Terza Categoria della delegazione di Barcellona Pozzo di Gotto.
La squadra di calcio a 5 locale invece è l'A.P.D. Tripi, società che disputa il campionato di Serie D siciliano della delegazione sempre di Barcellona Pozzo di Gotto.